# Arranco da Guarany de Piabetá
Grêmio Recreativo Bloco Carnavalesco Arranco da Guarany de Piabetá é um bloco de enredo do município de Magé sediado em Piabetá. recebendo esse nome, pois fica sediado na rua Guarany, uma das maiores e mais movimentadas ruas de Piabetá.
Em 2010, desfilou em Bonsucesso com um enredo sobre o ser município de origem, denominado:  Magé, nossa história, nossa terra, nossa gente sendo o 9º e último colocado do Grupo 3.. mas, no entanto, não foi rebaixada sendo reintegrada ao mesmo grupo.
Em 2011 repetiu a mesma posição com o enredo Parintins, O maior espetáculo da Selva: Garantido e Caprichoso, agora sendo rebaixado e formando o Grupo 4, que desfila no domingo de carnaval na Avenida Rio Branco.

## Carnavais
| Ano  | Colocação | Grupo   | Enredo                                                                                   | Carnavalesco         | Ref.  |
| ---- | --------- | ------- | ---------------------------------------------------------------------------------------- | -------------------- | ----- |
| 2009 | 8º lugar  | 3–Bloco | Nasci, cresci e morri, hoje renasço das cinzas, Arranco da Guarany rumo ao carnaval 2009 | Comissão de Carnaval | [ 2 ] |
| 2010 | 9º lugar  | 3–Bloco | Magé, nossa história, nossa terra, nossa gente                                           | Mika                 | [ 3 ] |
| 2011 | 10º lugar | 3–Bloco | Parintins, O maior espetáculo da Selva: Garantido e Caprichoso                           | Mika                 | [ 4 ] |
| 2012 | 3º lugar  | 4–Bloco | Negro Sim e com muito orgulho!                                                           | Mika                 | [ 5 ] |
| 2013 | 3º lugar  | 4–Bloco | O Arranco vem brincar e dançar com as danças do Brasil                                   | Mika                 | [ 6 ] |